# Southfleet
Southfleet es una parroquia civil y un pueblo del distrito de Dartford, en el condado de Kent (Inglaterra).

## Geografía
Según la Oficina Nacional de Estadística británica, Southfleet tiene una superficie de 9,15 km².

## Demografía
Según el censo de 2001, Southfleet tenía 1302 habitantes (47,77% varones, 52,23% mujeres) y una densidad de población de 142,3 hab/km². El 17,74% eran menores de 16 años, el 73,35% tenían entre 16 y 74 y el 8,91% eran mayores de 74. La media de edad era de 41,33 años. Del total de habitantes con 16 o más años, el 20,26% estaban solteros, el 60,6% casados y el 19,14% divorciados o viudos.
El 95,62% de los habitantes eran originarios del Reino Unido. El resto de países europeos englobaban al 1,92% de la población, mientras que el 2,46% había nacido en cualquier otro lugar. Según su grupo étnico, el 96,78% eran blancos, el 0,77% mestizos y el 2,23% asiáticos. El cristianismo era profesado por el 81,67%, el hinduismo por el 0,54%, el judaísmo por el 0,23%, el sijismo por el 1,15% y cualquier otra religión, salvo el budismo y el islam, por el 0,23%. El 10,97% no eran religiosos y el 5,21% no marcaron ninguna opción en el censo.
683 habitantes eran económicamente activos, 656 de ellos (96,05%) empleados y 27 (3,95%) desempleados. Había 513 hogares con residentes, 19 vacíos y 4 eran alojamientos vacacionales o segundas residencias.